# 심시티
《심시티》(SimCity)는 엔딩이 없는 타이쿤형 도시 건설 게임 시리즈로, 컴퓨터용과 비디오 게임 콘솔용이 있다. 심시티는 EA의 자회사인 맥시스에 의해 개발되고 출시된 게임이다. 심시티 시리즈는 1989년 ‘심시티’라는 게임으로 처음 출시되었으며, 심시티는 전 세계적으로 선풍적인 인기를 끌었다. 심시티의 지속적인 성공은 심시티와 심즈로 구성되는 “심” 시리즈들을 쏟아져 나오게 하였다. 특히, 심즈는 컴퓨터 게임 역사상 최다 판매 게임 중 하나로 유명하다.
심시티에서 사용자는 가상 도시 내의 시민들의 행복도를 제고하고, 안정적인 예산을 유지하면서 도시를 개발시키는 과업을 수행한다. 심시티 2000, 심시티 3000, 심시티 4에는 사용자가 도시를 건설하기 이전에 지형을 조정할 수 있는 기능이 있다.
사용자는 주거지역(R), 상업지역(C), 공업지역(I)로 이루어진 ‘구역’을 지정하여야 한다. 구역은 도시에 존재하는 개발에 대한 수요만큼을 지정할 수 있다. 구역의 개발은 사용자에 의해 직접적으로 이루어지지 않고, 전력, 교통망, 세율 등과 같은 여러 가지 조건에 따라 이루어진다. 녹색인 주거지역은 심즈들에게 주택을 제공하는 구역이다. 청색인 상업지역은 상점과 사무실이 들어설 수 있는 구역이다. 황색인 공업지역은 농장, 공장, 연구소 등이 생길 수 있는 구역이다. 각 지역은 3단계(심시티 2000에서는 2단계)의 밀도로 이루어져 있는데, 저밀도에서는 작은 건물, 중밀도에는 중규모의 건물, 고밀도에는 높은 건물들이 들어설 수 있다.
심시티가 캘리포니아의 오린다(Orinda, California) 지역에서 개발되었기 때문에, 심시티의 도시 개발 메커니즘은 20세기 캘리포니아 지역의 개발 양상에 기반을 두고 있다. 때문에, 사용자는 초원에서 도시 개발을 시작하고, 자가용 승용차가 기본적인 교통수단이며, 지진이 천발하고, 용도지역이 각 용도별로 유리적이다. 또한, 한 도시 전체를 원자력 발전 금지지역으로 선포하는 것도 가능하다. 심시티에 등장하는 많은 건물들은 캘리포니아 지역에 있는 건물과 유사하며, 심시티 2000과 심시티 3000에는 캘리포니아 지역에 실제로 있었던 역사적 사건과 관련된 시나리오가 등장한다.

## 게임 조작
심시티에서 시장인 사용자는 시작과 함께 빈 지리공간과 도시 건설을 시작할 수 있는 소정의 예산이 주어진다. 도시가 성장해나가면서, 사용자는 시청, 법원과 같은 각종 관공서와 시장관저, 우주공항 등과 같은 보상건물들을 건설할 수 있게 된다. 사용자는 도시의 시민들을 위해 여러 가지 시민들의 요구를 충족해 주어야 한다. 시민들의 요구는 건강, 교육, 안전, 레저 등 여러 가지가 있다. 시민들의 욕구를 충족시켜주는 공공기관은 심시티 4까지는 기금에 따른 효과범위를 가지며, 부적절한 기금 지원으로 인해 효과범위가 좁거나 기관의 운영이 어려울 경우에는 폭동이 일어날 수도 있었으나 심시티 (2013년 비디오 게임)부터는 내부의 시설 확장에 따른 효과범위를 가진다.
한편, 도시가 운영되기 위해서는 전력, 수도, 쓰레기 관리시설(쓰레기 관리시설은 심시티 3000 이후 버전에 존재), 하수 처리시설(심시티 (2013년 비디오 게임)에 존재)과 같은 도시 보조기관이 반드시 필요하다.
도시 당국의 기본적인 수입원은 세금이다. 심시티 3000에서는 1%단위로 세율이 결정되고, 심시티 4에서는 0.1% 단위로 세율이 결정, 심시티 (2013년 비디오 게임)에서는 다시 1%단위로 세율이 결정된다. 또한, 도박을 합법화하거나 교도소나 방사능 폐기물 매립장과 같은 혐오시설을 유치하고 보조금을 받음으로써 추가적인 수입을 확보할 수도 있다. 그리고 이웃도시 간에 전력, 수도, 쓰레기 등을 거래(이 기능은 심시티 3000부터 등장한 기능이다.)함으로써 수입을 얻을 수도 있다.
심시티 시리즈는 심시티 2000 네트워크 에디션을 제외하고 기본적으로 싱글 플레이 게임이었다. 또한 심시티 4가 도시와 건물을 공유하는 기능을 제공하기는 하지만, 실제로 다른 사용자와 교류하면서 도시를 운영하지는 않았다. 하지만 심시티 (2013년 비디오 게임)에서부터는 온라인 플레이가 가능하여 온라인상의 다른 사람들과 한 광역을 나누어 건설할 수 있다.

## 시리즈별 개요
| 1989 | 심시티              |
| 1990 |                     |
| 1991 |                     |
| 1992 |                     |
| 1993 | 심시티 2000         |
| 1994 |                     |
| 1995 |                     |
| 1996 |                     |
| 1997 |                     |
| 1998 |                     |
| 1999 | 심시티 3000         |
| 2000 | 심시티 64           |
| 2001 |                     |
| 2002 |                     |
| 2003 | 심시티 4            |
| 2003 | 심시티 4: 러시 아워 |
| 2004 |                     |
| 2005 |                     |
| 2006 |                     |
| 2007 | 심시티 DS           |
| 2007 | 심시티 소사이어티   |
| 2008 | 심시티 DS 2         |
| 2008 | 심시티 크리에이터   |
| 2009 |                     |
| 2010 |                     |
| 2011 |                     |
| 2012 | 심시티 소셜         |
| 2013 | 심시티              |
| 2014 | 심시티: 빌드잇      |

### 심시티
심시티는 1989년에 출시되었으며, 심시티 시리즈의 첫 버전이다. 심시티는 게임 디자이너인 윌 라이트가 개발하였다. 심시티의 원형은 지도를 마음대로 조정할 수 있는 기능이 포함되어 있는 게임인 ‘레이드 온 번질링 베이(Raid on Bungeling Bay)’으로, 이 게임 역시 윌 라이트가 개발한 것이다. 윌 라이트는 레이드 온 번질링 베이 (한국명 '반겔링 만의 습격')를 플레이하면서 게임을 즐기면서 게임을 하기 보다는 지도를 생성하고 조정하는 것에 더욱 흥미를 느껴 심시티를 개발할 욕구를 느꼈다. 심시티가 개발되는 과정에서 라이트는 거대 도시의 복잡성과 개발 이론에 대해 흥미를 느꼈고, 컴퓨터 도시 시뮬레이션 개념의 등장 계기를 마련한 동적 시스템 이론의 창시자인 제이 라이트 포레스터(Jay Wright Forrester)의 저서들을 독파했다. 더욱이 윌 라이트는 스타니스와프 렘의 저서 《the Seventh Sally》를 읽고, 심시티 내에서 생활해 나가는 ‘심’들을 구상해 냈다.

### 심시티 2000
1993년에 출시된 심시티의 2번째 시리즈이다. 이전 시리즈에 비하여 훨씬 입체적으로 도시를 표현하고 있으며, 이에 따라 '지형'과 '고도'라는 개념이 처음 등장하게 되었다. 등장하는 인프라 역시 다양해져서 '지하철', '수도 공급', '교육', '보건'의 개념이 새롭게 등장했으며, 다양한 발전소와 시설들을 건설할 수 있게 되었다. 또한 도시에서 발생하는 중요한 이슈들을 신문기사의 형태로 보여주는 등, 게임 속의 도시와 사용자의 상호작용을 시도하였다. 이 시리즈는 1993년이라는 발매시기를 고려하면 대단히 획기적인 형태를 가지고 있었다는 평가를 받았기 때문에, 이후 수년간 리메이크되어 발매되었다.
심시티 2000에만 등장하는 환경 계획 도시(Arcology)라는 건물은 주거구역, 상업구역, 공업구역이 한데 어우러진 건물로 많은 인구를 수용할 수 있다.

### 심시티 3000
1999년에 출시된 심시티의 3번째 시리즈이다. 이 시리즈는 기획단계에서 3D로 제작할 것으로 정해졌으나, 당시에 시중에서 판매되는 대부분의 하드웨어들이 이를 뒷받침하지 못하는 문제가 발생하여, 결국 2D의 범주 안에서 가장 발전된 모습으로 제작할 것이 결정된다. 당시 2.5D라는 유행어를 낳으며 발매된 이 시리즈는, 그만큼 그래픽적인 면에서 진보된 모습을 보여주고 있다. 또한 이전 시리즈에서 보여준 신문기사 형태는 자문위원과 청원서라는 형태로 발전되어, 사용자는 좀 더 도시와 상호유기적인 관계를 맺을 수 있게 되었다. 또한 '쓰레기'라는 개념이 추가되고 '공해'가 도시에 미치는 영향이 커진 것은, 환경에 대한 관심이 높아지던 당대의 사회상을 반영한 부분이다. 랜드마크를 통하여 실제 현실 속에서 등장하는 각종 건물들을 게임 속에서 재현할 수 있도록 한 점도 새로운 시도이다. 그러나 겉모습이 많이 발전했음에도 불구하고, 내부적으로 주목할 만한 발전은 이루어지지 않다는 평가가 많았고, 도리어 지형편집기능이 사라지는 등 퇴보한 면이 지적되기도 하였다.
심시티 3000을 바탕으로 재구성하여 닌텐도 DS용으로 개발된 심시티 DS가 있다.

### 심시티 3000 언리미티드
2000년도에 출시된 심시티 3000의 확장팩이다. 새로운 아시아/유럽 건물세트가 포함되는 등 흥미로운 요소들이 추가되고, 기존에 지적되었던 지형편집 기능이 회복되는 등 사용자들의 불만을 반영한 모습이 보인다. 레고처럼 블록들을 쌓아 건물을 제작할 수 있는 도구인 Building Architect Tool(BAT)의 등장은, 사용자들로 하여금 자신이 직접 제작한 건물을 게임에서 이용할 수 있게 하였으며, 이를 통해 사용자는 게임 속의 더욱 많은 부분에 관여할 수 있게 되었다.
지역화 버전인 월드 에디션(World Edition), 스페셜 에디션(Special Edition), 도이칠란트(Deutschland), 코리아(Korea)도 출시되었다.

### 심시티 4
2003년도 1월에 출시된 심시티의 4번째 시리즈이다. 이 시리즈에서는 절벽과 같이 현실에 더욱 가까운 지형을 구축할 수 있게 되었고, 건물들의 세밀한 묘사가 강화되는 등, 그래픽적 면에서 큰 발전을 이룩하였다. 세금과 각 공공시설의 유지비를 사용자가 모두 결정해야 하는 등, 예산운용의 면에서 매우 세밀해진 모습을 보여준다. 이 시리즈에서 도입된 개념인 '심(Sim)'은 게임 속의 시민들을 의미하는 신조어로, 게임 속의 도시에서 주거지와 직장을 가지고 거주하며 유저에게 세밀한 정보들을 제공한다. 주거지와 직장은 사용자가 임의로 변경할 수 있다. 또한 '심국가' 개념이 등장해 하나의 도시만을 통치하지 않고 도시간의 연계성, 거래를 강조한것도 이 시리즈의 특성이다.

### 심시티 4 러시아워 확장팩
2003년도 3월에 출시된 심시티 4의 확장팩이다. 건물과 애비뉴 등이 추가되었고, 교통 체증이 더 심해진 경향이 있다. 특히 심시티4 오리지널편에서 없었던 새로운 교통수단들 지상전철, 모노레일 등이 추가되었다. 또한 플러그인을 통해 다양한 건물,시설,교통등등을 재연할 수 있다.

### 심시티 4 디럭스 에디션
2003년도에 출시된 심시티 4 오리지널과 심시티 4 러시아워 확장팩의 합본이다. 현재 EA 오리진 또는 스팀에서 구매하거나 패키지로 구매가 가능하며, 패키지에는 교통 보너스 CD가 들어있다.

### 심시티 소사이어티
2007년 11월 17일에 출시되었다. 맥시스사가 차기작인 스포어의 준비때문에 맥시스대신 시저 4를 개발한 회사 틸티드 밀에서 개발했다. 심시티의 전통이던 구역 설정 등이 사라지는 등 심시티 고유의 게임성을 느낄 수 없을 정도로 개성이 크게 훼손되었고, '중간 옵션' 상태에서 돌렸는데도 게임이 원활히 플레이되지 않는다는 비판이 많았다.

### 심시티 2013
심시티 2013은 심시티5라고 불리기도 한다.
2012년 2월 16일 심시티 2013의 출시가 예상되기 시작되었다. 2월 27일에는 짐도(Jimdo)라는 스페인의 게임 커뮤니티에서 새 심시티의 개발소식을 전했고, 이 소식을 독일의 게임 잡지인 게임스타(Gamestar)지가 인용해 보도하면서 새 심시티의 개발 및 출시에 대한 소식이 전파되었다.
심시티 2013은 심시티 소사이어티와 달리 맥시스에서 직접 제작했고 자체 최신 게임 엔진인 글래스박스(Glass box)게임 엔진을 탑재했다. 전작에 비해서 새 심시티에 새로이 추가된 사항은 유선형 도로, 멀티 플레이어 모드, 업데이트가 가능한 건물 시스템, 실체적인 생활 권역을 보이는 심들의 행동 등이 있다. 심시티 2013은 2012년 3월 6일 미국에서 열리는 EA 개발자 총회(2012 Game Developers Conference; 2012 GDC)에서 공개되었고, 2013년 3월 5일에 정식 발매하였다.(그러나 전작 심시티4에 비해 오히려 맵 크기가 작아졌으며, 기존에 있던 교통수단 지상전철, 모노레일, 지하철 등이 삭제되었다. 또한 랜드마크에서도 전작은 아시아 국가들의 랜드마크가 존재했던데에 비해 그 수가 크게 줄어들었다.) EA오리진에서 구매가 가능하며, 정확한 출시 일자는 국가별로 다르다.
하지만 심시티가 엄청난 인기를 끌며 서버가 폭주하자 심시티 기획장 킵 카트사렐리스가 페이스북에 튕김, 버그 현상에 대한 사과문과 24시간 전담 팀을 꾸려 버그, 튕김 현상 90%를 제거하였다고 송구와 감사의 말을 올리는 해프닝이 일어났다. 하지만 그들의 발표와는 달리, 2주가 지나도록 도시접속 불가 현상을 비롯한 알려진 버그들은 거의 수정되지 않은 상태이다. 또한 심시티 출시와 동시에 포털사이트 1위에 오르는 일도 일어났다.
미래도시 확장팩이 나온 현재는 서버 튕김 등 각종 수많은 버그들이 패치되어 안정화되었지만, 맵 크기와 글래스박스 엔진 등 고질적인 문제들은 여전히 사용자들의 불만을 사고 있다.

### 기타 버전
초기 심시티 버전을 웹상에서 즐길 수 있는 심시티 클래식 라이브가 인터넷에 공개되었고, 심시티 클래식은 슈퍼 패미컴으로 발매된 적도 있다. 다른 버전과의 차이점으로, 마리오 모양의 건물이 생긴다든지, 도시를 파괴하는 괴수로 고지라 대신 슈퍼마리오의 캐릭터인 쿠파가 등장하기도 한다.
닌텐도 64에서 즐길 수 있는 심시티 64가 일본에서, 닌텐도 DS에서 즐길 수 있는 심시티DS와 심시티: 나만의 도시가 일본, 미국, 유럽 연합, 대한민국에서 발매된 적이 있다.

## 비유적 표현
- 스타크래프트, 워크래프트 3 등의 전략 시뮬레이션 게임에서, 전략적으로 건물들을 배치하는 것을 심시티라고 부른다. 또 다른 의미로 건물만 짓다가 패배한 경우에도 심시티 했다.라고 한다.

- 심시티에서 끊임없이 도시를 만들고 부수는 것을 반복하는 것처럼, 현실에서 과도한 건축이나 개발 사업을 시행하는 것을 조롱하는 투로 빗대어 심시티라고 부르거나, 심시티 한다.라고 한다.[6][7]